# XL (язык программирования)
XL — основа расширяемого языка eXtensible Language. Это язык программирования, разработанный для поддержки концептуального программирования.

## Описание
XL предоставляет программно расширяемый синтаксис и семантику. Плагины компилятора могут быть использованы для добавления новых возможностей в язык. Базовый набор плагинов реализован согласно стандартным императивным языкам. Программисты могут написать собственные плагины для реализации специфических задач, таких как работа с другими системами счисления, что позже может быть просто встроено в язык.

## Язык
В XL определено три уровня абстракции:
- XL0 определяет как исходный текст должен преобразовываться в структурное дерево.
- XL1 определяет основу языка с возможностями сравнимыми с C++.
- XL2 определяет стандартную библиотеку, включающую основные типы данных и операторы.

XL не имеет ни примитивных типов, ни зарезервированных слов.
Все используемые операторы и типы данных, такие как целые числа или оператор сложения, объявлены в стандартной библиотеке (XL2). XL1 является переносимым для выполнения в разных средах и платформах, однако если конкретный процессор не поддерживает умножения чисел с плавающей точкой, то описание соответствующего оператора в стандартной библиотеке может быть пропущено и использование такого умножения может закончиться ошибкой во время компиляции.
Пример программы Hello World в XL выглядит следующим образом:
```
 use XL.TEXT_IO
 WriteLn "Hello World"
```

Альтернативным написанием в стиле, более пригодном для широко масштабируемых программ, в виде:
```
 import IO = XL.TEXT_IO
 IO.WriteLn "Hello World"
```

Пример программы, вычисляющей факториал чисел от 1 до 20:
```
0! is 1
N! is N * (N-1)!
for I in 1..20 loop
    print I!
```

## Синтаксис
Синтаксис определён на уровне XL0. Конфигурация компилятора задаётся в специальном файле, в котором определено как представляется текст и назначен приоритет операций.
Базовый синтаксический файл определяет общие математические нотации, например «+» для сложения, которые обычно приняты в порядке операций.
Структурное дерево содержит 7 типов узлов: 4 конечных узла типов (целое, вещественное, текст и символ) и 3 внутренних узла типов (инфиксный, префикс и блок).
- целый (integer) узел представляет собой целый литерал, такой как 2. Символ # может быть использован для указания основания числа отличного от 10, например 2#1001 — число 1001 в двоичной системе счисления. Для удобочитаемости можно использовать символ «_» нижнее подчёркивание: 1_000_000.
- вещественный (real) узел представляет собой не слитные числа, как например 2.5. Нотации основы и разделителей могут быть использованы как и для целых узлов, например 16#F.FFF#E-10.
- текстовый (text) узел представляет текстовое содержимое. Они обычно заключаются в одинарные или двойные кавычки, например "Слава КПСС!" или 'Ё'. В то же время с помощью синтаксического файла можно добавить другие разделители, включая разделители для многострочного текстового содержимого.
- символьный (symbol) узел представляет имена или операторы. Имена — это последовательность букв или цифр начинающееся с буквы. Например: Пётр1. В уровне XL0 учитывается регистр букв, но XL1 игнорирует регистр и символы нижнего подчёркивания, так что ИванСусанин иван_сусанин являются равнозначными именами.
- инфиксные (infix) узлы представляются двумя узлами, связанными инфиксным символом. Например: A+1 или 2 and 3.
- префиксные (prefix) узлы представляются двумя последовательными узлами. Например: Write "Слава КПСС!". Их так же используют для постфиксной записи: 3! или Open?.
- блочные (block) узлы представляются как узел заключённый в группированные символы, как например (A), [Index]. Отступ непосредственно представлен блочным узлом.

Со стандартным синтаксическим файлом, ниже следующее является правильным XL0, независимым от любой семантики.
```
A = B + "Hello"
```

После обработки это будет выглядеть как:
```
infix("=",
      symbol("A"),
      infix("+",
            symbol("B"), text("Hello")))
```